# Művészméh-formák
A művészméh-formák (Megachilinae) a rovarok közé sorolt hártyásszárnyúak (Hymenoptera) rendjében, a fullánkosdarázs-alkatúak (Apocrita) alrendjébe tartozó művészméhek (Megachilidae) családjának egyik alcsaládja.

## Származásuk, elterjedésük
Kozmopolita taxon: képviselői az Antarktisz kivételével minden földrészen előfordulnak.

## Megjelenésük, felépítésük
Szárnyukon két úgynevezett könyöksejt alakult ki.

## Életmódjuk, élőhelyük
Magyar nevüket azért kapták mert valóságos építőművészek, akik a legváltozatosabb anyagokból és helyeken készítik el az utódaiknak szánt bölcsőt. Sajátos csoportjuk a kakukkméheké (Coelioxys). Ezek neve arra utal, hogy egyáltalán nem építenek fészket utódaiknak, hanem más méhekébe pottyantják petéiket.

## Rendszertani felosztásuk
Az alcsaládot hagyományosan négy recens és egy kihalt nemzetségre tagolják. Újabban elkülönítenek egy ötödik recens nemzetséget (Dioxyini) is 8 nem 36 fajával.
- pelyhesméh-rokonúak (Anthidiini) nemzetsége mintegy negyven nemmel:

- - Acedanthidium
  - Afranthidium
  - Afrostelis
  - Anthidiellum
  - Anthidioma
  - pelyhesméh (Anthidium)
  - Anthodioctes
  - Apianthidium
  - Aspidosmia
  - Austrostelis
  - Aztecanthidium
  - Bathanthidium
  - Benanthis
  - Cyphanthidium
  - Dianthidium
  - Duckeanthidium
  - Eoanthidium
  - Epanthidium
  - Euaspis
  - Gnathanthidium
  - Hoplostelis
  - Hypanthidioides
  - Hypanthidium
  - Icteranthidium
  - Indanthidium
  - Ketianthidium
  - Larinostelis
  - Neanthidium
  - Notanthidium
  - Pachyanthidium
  - Paranthidium
  - Plesianthidium
  - Pseudoanthidium
  - Rhodanthidium
  - Serapista
  - Stelis
  - Trachusa
  - Trachusoides
  - Xenostelis

- Dioxyini nemzetség 8 nemmel:
  - Aglaoapis
  - Allodioxys
  - Dioxys
  - Ensliniana
  - Eudioxys
  - Metadioxys
  - Paradioxys
  - Prodioxys

- Lithurgini nemzetség 3 nemmel:

- - Lithurgus
  - Microthurge
  - Trichothurgus

- művészméh-rokonúak (Megachilini) nemzetsége 3 nemmel:

- - kakukkméh (Coelioxys)
  - Megachile (művészméhek, szabóméhek és kőművesméhek)
  - Radoszkowskiana

- faliméh-rokonúak (Osmiini)  nemzetség közel húsz nemmel:
  - Afroheriades
  - Ashmeadiella
  - Atoposmia
  - Chelostoma
  - Haetosmia
  - Heriades
  - Hofferia
  - Hoplitis
  - Hoplosmia
  - Noteriades
  - Ochreriades
  - faliméh (Osmia)
  - Othinosmia
  - Protosmia
  - Pseudoheriades
  - Stenoheriades
  - Stenosmia
  - Wainia
  - Xeroheriades

- †Ctenoplectrellini nemzetség egy nemmel:
  - Ctenoplectrella (6 fajjal)